# Miguel Ángel Cano Mellado
Miguel Ángel Cano Mellado, más conocido como Mellado, (Blanca (Murcia), 23 de julio de 1999) es un jugador de fútbol sala español que juega como cierre en el Jimbee Cartagena y en la Selección de fútbol sala de España.

## Carrera
Mellado comenzó su carrera en las categorías inferiores de ElPozo Murcia y con apenas 14 años el futbolista se rompió el menisco. Tras su recuperación, el jugador se daría de alta en las filas del equipo juvenil del Futsal Librilla, con lo que sería convocado con la selección murciana dirigida por Juan Franscico Gea, entonces entrenador del CFS Jumilla. 
En 2018, tras negociar su vuelta a las bases de ElPozo Murcia, se incorpora al juvenil del Plásticos Romero Cartagena para alternar participaciones con el primer equipo, entonces dirigido por Juan Carlos Guillamón.
En la cuarta jornada de la temporada 2018-19, Guillamón le hace debutar con el primer equipo en División de Honor en la pista de Valdepeñas.
En las siguientes temporadas se afianzaría en el primer equipo del Jimbee Cartagena de la LNFS.
El 5 de noviembre de 2020, hace su debut con la Selección de fútbol sala de España.
En enero de 2021, el blanqueño es nombrado cuarto mejor jugador joven del mundo de fútbol sala por Futsal Planet.
El 28 de julio de 2021, al término de la temporada 2020-21, fue elegido como mejor jugador joven de la Liga Nacional de Fútbol Sala.
El 31 de agosto de 2021, Mellado sería convocado para disputar el Mundial de Fútbol Sala de Lituania de septiembre de 2021.
El 23 de junio de 2024, logra el título de la Primera División de fútbol sala con el Jimbee Cartagena al vencer en la final a ElPozo Murcia por tres victorias a uno en el cuarto partido de la final.

## Clubes
- Futsal Librilla (2017-2018)
- Jimbee Cartagena (2018-)

## Palmarés

### Colectivos
- 2 x Supercopa de España (2024) (2025)
- 2 x Primera División de fútbol sala (2024) (2025)

### Individuales
- 1 x Jugador revelación LNFS (2020-21)

Nombrado cuarto mejor jugador joven del mundo por FutsalPlanet (2021)